# Tyska F3-mästerskapet
Tyska F3-mästerskapet (på tyska Formel 3 Deutschland) eller ATS Formel 3 Cup, är en racingserie med formel 3-bilar i Tyskland.

## Historia
Den ursprungliga serien kördes från 1970-talet till 2002, då det fattades en överenskommelse mellan den tyska och franska serien att starta ett europeiskt mästerskap i F3. Då bildades den tyska F3-cupen som en lokal serie som funnits sedan dess med betydligt lägre status.

## Topp tre sedan 1975
| År   | Vinnare                | Tvåa                  | Trea                 |
| ---- | ---------------------- | --------------------- | -------------------- |
| 1975 | Ernst Maring           | Bertram Schäfer       | Gunnar Nordström     |
| 1976 | Bertram Schäfer        | Marc Surer            | Rudolf Dötsch        |
| 1977 | Peter Scharmann        | Rudolf Dötsch         | Heinz Scherle        |
| 1978 | Bertram Schäfer        | Alan Smith            | Helmut Bross         |
| 1979 | Michael Korten         | Hans-Georg Bürger     | Walter Lechner       |
| 1980 | Frank Jelinski         | Wolfgang Klein        | Franz Konrad         |
| 1981 | Frank Jelinski         | Franz Konrad          | Stefan Bellof        |
| 1982 | John Nielsen           | Bruno Eichmann        | Gerhard Berger       |
| 1983 | Franz Konrad           | Hans-Peter Pandur     | Volker Weidler       |
| 1984 | Kurt Thiim             | Volker Weidler        | Harald Brutschin     |
| 1985 | Volker Weidler         | Kris Nissen           | Adrián Campos        |
| 1986 | Kris Nissen            | Hanspeter Kaufmann    | Víctor Rosso         |
| 1987 | Bernd Schneider        | Joachim Winkelhock    | Hanspeter Kaufmann   |
| 1988 | Joachim Winkelhock     | Otto Rensing          | Frank Biela          |
| 1989 | Karl Wendlinger        | Heinz-Harald Frentzen | Michael Schumacher   |
| 1990 | Michael Schumacher     | Otto Rensing          | Wolfgang Kaufmann    |
| 1991 | Tom Kristensen         | Marco Werner          | Marc Hessel          |
| 1992 | Pedro Lamy             | Marco Werner          | Sascha Maassen       |
| 1993 | Jos Verstappen         | Max Angelelli         | Sascha Maassen       |
| 1994 | Jörg Müller            | Alexander Wurz        | Ralf Schumacher      |
| 1995 | Norberto Fontana       | Ralf Schumacher       | Max Angelelli        |
| 1996 | Jarno Trulli           | Arnd Meier            | Nick Heidfeld        |
| 1997 | Nick Heidfeld          | Timo Scheider         | Alex Müller          |
| 1998 | Bas Leinders           | Robert Lechner        | Wolf Henzler         |
| 1999 | Christijan Albers      | Marcel Fässler        | Thomas Jäger         |
| 2000 | Giorgio Pantano        | Alex Müller           | Pierre Kaffer        |
| 2001 | Toshihiro Kaneishi     | Stefan Mücke          | Frank Diefenbacher   |
| 2002 | Gary Paffett           | Kosuke Matsuura       | Timo Glock           |
| 2003 | João Paulo de Oliveira | Sven Barth            | Hannes Neuhauser     |
| 2004 | Bastian Kolmsee        | Timo Lienemann        | Jan Heylen           |
| 2005 | Peter Elkmann          | Michael Devaney       | Ho-Pin Tung          |
| 2006 | Ho-Pin Tung            | Ferdinand Kool        | Harald Schlegelmilch |
| 2007 | Carlo van Dam          | Frédéric Vervisch     | Nico Verdonck        |
| 2008 | Frédéric Vervisch      | Sebastián Saavedra    | Johnny Cecotto Jr.   |
| 2009 | Laurens Vanthoor       | Stef Dusseldorp       | Markus Pommer        |
| 2010 | Tom Dillmann           | Daniel Abt            | Kevin Magnussen      |
| 2011 | Richie Stanaway        | Marco Sørensen        | Klaus Bachler        |
| 2012 | Jimmy Eriksson         | Lucas Auer            | Kimiya Sato          |
| 2013 | Marvin Kirchhöfer      | Artem Markelov        | Emil Bernstorff      |
| 2014 | Markus Pommer          | Nabil Jeffri          | Indy Dontje          |